# 정동균
정동균(鄭東均, 1960년 6월 13일~2024년 8월 3일)는 대한민국의 정치인, 기업인이다. 제41대 경기도 양평군수(민선 7기, 2018~2022)이다.
유림환경건설을 창업해 운영했으며, 2018년 지방선거에서 민주당계 정당 소속으론 처음으로 양평군수에 당선되었다.
2024년 8월 3일 향년 64세의 나이로 양평에서 별세했다.
아들은 아산 무궁화 소속 축구 선수 정성현이다.

## 학력
- 1966~1971 양평초등학교 재학
- 1971~1972 양평옥천초등학교 졸업
- 1972~1975 양평중학교 졸업
- 1975~1978 양평고등학교 졸업
- 2012~2014 고려대학교 정책대학원 행정학 석사

## 경력
- 2005. 7. 민주평화통일자문회의 상임위원
- 민주당 부대변인
- 2013. 10. 민주당 정책위원회 부의장
- 2014. 3.~2015. 12. 새정치민주연합 경기도당 여주시/양평군/가평군 지역위원회 위원장
- 2015. 9.~ 우석대학교 공공인재학부 겸임조교수
- 2015. 12.~2016. 5. 더불어민주당 경기도당 여주시/양평군/가평군 지역위원회 위원장
- 2016. 5.~ 더불어민주당 경기도당 여주시/양평군 지역위원회 위원장
- 2016. 11. 더불어민주당 경기도당 농어민위원회 위원장
- 2018. 7.~2022. 6. 제41대 민선 7기 경기도 양평군수(초선)
- 2022. 10.~2024. 8. 경기도시장상권진흥원 이사장

## 전과
- 도로교통법위반(음주운전): 벌금 2,500,000원 - 2002년 11월 28일 선고[3]
- 폐기물관리법위반: 벌금 3,000,000원 - 2005년 4월 12일 선고[3]
- 산지관리법위반, 산림자원의조성및관리에관한법률위반: 벌금 10,000,000원 - 2007년 7월 26일 선고[3]

## 역대 선거 결과
|  | 37.99% |

|  | 36.48% |

|  | 37.18% |

|  | 45.33% |